# 野地将年
野地 将年（のじ まさとし、1970年12月10日 - ）は、日本の俳優、フリーアナウンサー。福島県出身。

## 来歴・人物
慶應義塾大学法学部法律学科卒業。在学中はトライアスロンの選手で、1991年と1992年に「24歳以下日本代表」に選出されている。
1994年に俳優デビュー。1996年から2年間、教育番組『このまちだいすき』のお兄さん「マナベル」役でレギュラー出演した。
俳優のほかフリーアナウンサーとしてナレーション、ショーやイベントのMC・実況等で活動している。

## 出演

### テレビドラマ
- NHKドラマ館 さよなら五つのカプチーノ（1998年10月、NHK）
- 恋の奇跡 第2話（1999年4月、テレビ朝日）
- 大河ドラマ 葵 徳川三代（2000年、NHK） - 近衛信尋 役
- HERO 第4話（2001年1月、フジテレビ）
- 私を旅館に連れてって 第10話（2001年6月、フジテレビ）
- Shin-D 六本木野獣会（2001年7月、日本テレビ）
- ドラマDモード ルージュ（2001年8月 - 10月、NHK） - 松原 役
- ビューティ7（2001年8月、日本テレビ）
- 美女か野獣 第2話（2003年1月、フジテレビ）
- こちら本池上署 第7話（2003年5月、TBS）
- 金曜エンタテイメント 赤い霊柩車18・危険な落とし穴（2003年10月、フジテレビ） - 鑑識員 役
- 土曜ワイド劇場 炎の警備隊長・五十嵐杜夫2（2004年3月、テレビ朝日）
- 家に五女あり 第6話（2007年9月、TBS） - 門脇 役
- 裁判員制度ドラマ 家族〜あなたに死刑が宣告出来ますか?〜（2009年5月、TBS）
- 月曜ゴールデン 警視庁機動捜査隊216（2010年7月、TBS）

### その他テレビ番組
- このまちだいすき 第4シリーズ（1996年4月 - 1998年3月、NHK教育） - マナベル 役
- あなたの声に答えます（NHK総合） - リポーター
- グルグルパックン（ストレッチマン）（1998年6月、NHK教育） - ロボットかいじん ガチガッチン2ごう 役
- 清水國明の東京リトルガリバー（2002年、TOKYO MX） - リポーター
- 行列のできる法律相談所（2006年 - 2011年、日本テレビ） - 再現VTR常連出演者

### 映画
- シュート!（1994年）
- すばらしき臨終（1997年）
- ドリームメーカー（1999年）
- Star Light（2001年）
- Spin Cycle（2001年）
- 十七歳（2002年）
- ドッジGO!GO!（2002年）
- 棒たおし!（2003年）
- ミラーを拭く男（2004年）
- 秋葉男Z（2006年） - リョウ 役
- TAKAMINE 〜アメリカに桜を咲かせた男〜（2011年） - 永井久一郎 役

### WEB・配信ドラマ
- Flowers〜純潔のユリ〜（2007年9月） - 和也 役
  - Flowers2〜恋の使者〜（2007年12月）
- まちかどシネマ（2007年10月） -  平沼宗吉 役
- KISS〜最強の唇〜（2007年11月） - 里中ヒロシ 役
- 怪盗アリス（2008年8月） - 警視 役
  - 怪盗アリス2（2009年3月）

### 舞台
- 春一番（2000年1月）
- 恋するドライアイ（2001年8月、青山円形劇場）
- 君を感じるとき（2004年1月）
- 新・明暗（2004年11月、アトリエフォンティーヌ） - 主演・津田由雄 役
- 女が階段を上る時（2006年3月 - 4月、武蔵野芸能劇場）
- 阪神淡路大震災（2006年6月、東京芸術劇場）
- みんな、先生（2006年8月、サンモールスタジオ）
- 見よ、飛行機の高く飛べるを（2007年2月、俳優座劇場）

### CM
- 日本クラフトフーズ「クロレッツ」
- ネスレ「キットカット」
- JOYSOUND
- ロート製薬「ロートPRO」「ロートV40」（1999年 - 2001年）
- マクドナルド「かるびマック」（2001年）
- NTT東日本（2001年）
- トヨタ自動車「はじめてのオイル交換」篇（2001年 - 2002年）
- サッポロビール「樽生仕立」（2002年）
- ジョンソン・エンド・ジョンソン「ワンデー アキュビュー モイスト」（2006年 - 2007年）
- ポッカコーポレーション「BIZ TIME CAFE」（2007年）
- ロータスクラブ（2007年 - ）
- 日本興亜損害保険「そんぽ24」（2008年 - 2010年）
- 児童英検（2008年 - 2009年）
- 百年住宅「百年住宅企業」（2010年 - 2011年）
- セブンイレブン「『ONE PIECE』キャンペーン」（2011年）

### その他
- ホーユー「ビゲン クリームトーン」パッケージモデル